# Kaplica św. Floriana w Krzyżkowicach
Kaplica św. Floriana w Krzyżkowicach – kaplica rzymskokatolicka w Krzyżkowicach pod wezwaniem św. Floriana. Należy do parafii św. Katarzyny w Dytmarowie.

## Historia
Kaplica została wzniesiona w 1933, a jej poświęcenie odbyło się w 1935.

## Architektura
Kaplica została wybudowana na planie prostokąta z wieżą przylegającą od frontu. Nawa kaplicy jest nakryta dwuspadowym dachem a wieża szpiczastym dachem czterospadowym zwieńczonym krzyżem. Okna nawy i wieży są zamknięte ostrym łukiem.
Wnętrze kaplicy zostało zabezpieczone drewnianymi drzwiami, również zakończonymi ostrym łukiem. W górnej części drzwi znajduje się witraż z motywem św. Floriana. Głównym wyposażeniem kaplicy jest ołtarz z obrazem św. Floriana. W wieży zawieszony jest dzwon wykonany przez firmę G. Reissa z Wrocławia.